# Valgjärve-Sendeturm

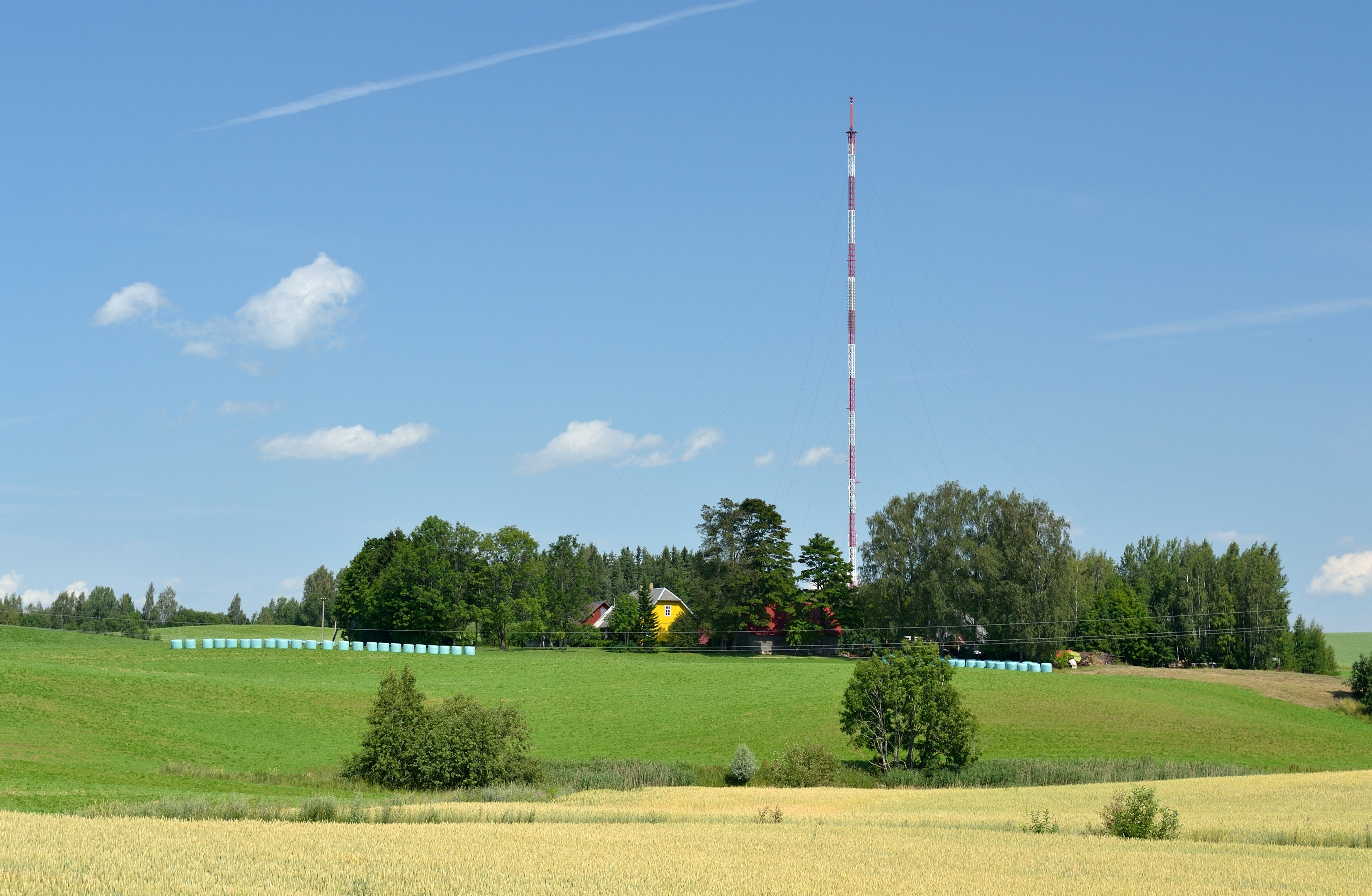
Valgjärve-Sendeturm

Der Valgjärve-Sendeturm (estnisch Valgjärve telemast) ist ein 347 Meter hoher Sendemast im estnischen Pikareinu (Landgemeinde Kanepi, bis 2017 Landgemeinde Valgjärve). Er dient der Verbreitung von UKW- und TV-Programmen.
Der an Seilen verankerte Valgjärve-Sendeturm wurde 1988 errichtet und ist das zweithöchste Bauwerk in Estland.